# لوکاس کوپادو
لوکاس کوپادو (انگلیسی: Lucas Copado؛ زادهٔ ۱۰ ژانویهٔ ۲۰۰۴) بازیکن فوتبال اهل آلمان است.
وی همچنین در تیم‌های ملی فوتبال جوانان آلمان، Germany national under-16 football team، جوانان آلمان، و جوانان آلمان بازی کرده‌است.